# Markvartice (okres Děčín)
Markvartice jsou obec v okrese Děčín v Ústeckém kraji. Leží se v Českém středohoří v údolí říčky Bystrá, asi jedenáct kilometrů východně od Děčína a 5,5 kilometru severovýchodně od Benešova nad Ploučnicí. Žije v ní 741 obyvatel.

## Historie
První písemná zmínka o vesnici pochází z roku 1281. V polovině 19. století proběhly v Markvarticích pokusy o těžbu hnědého uhlí. Iniciovala ho společnost Karcha-Dresdner Braunkohlen-Verein (Karcho-Drážďanský hnědouhelný spolek), jehož správní radě předsedal význačný německý geolog a mineralog Hanns Bruno Geinitz. Spolek zde zřídil také pobočku továrny na fotogen. Finanční prostředky spolku byly však stavbou vyčerpány a zvýšeným dovozním clem z Čech nebylo možné dosáhnout zisku, takže spolek v roce 1860 zkrachoval.

## Obyvatelstvo
Při sčítání lidu v roce 1921 ve vsi žilo 1 142 obyvatel (z toho 548 mužů), z nichž byli čtyři Čechoslováci, 1 137 Němců a jeden cizinec. Kromě šesti evangelíků a jednoho člověka bez vyznání byli římskými katolíky. Podle sčítání lidu z roku 1930 měla vesnice 1 317 obyvatel: 65 Čechoslováků, 1 244 Němců a osm cizinců. Většina (1 227 osob) se hlásila k římskokatolické církvi, ale žilo zde také deset evangelíků, pět členů církve československé a 75 lidí bez vyznání.
|                                                | 1869  | 1880  | 1890  | 1900  | 1910  | 1921  | 1930  | 1950 | 1961 | 1970 | 1980 | 1991 | 2001 | 2011 |
| ---------------------------------------------- | ----- | ----- | ----- | ----- | ----- | ----- | ----- | ---- | ---- | ---- | ---- | ---- | ---- | ---- |
| Obyvatelé                                      | 1 976 | 1 878 | 1 760 | 1 263 | 1 203 | 1 146 | 1 322 | 657  | 632  | 620  | 658  | 578  | 626  | 647  |
| Domy                                           | 331   | 338   | 336   | 252   | 243   | 238   | 255   | 209  | 147  | 148  | 146  | 160  | 163  | 185  |
| Tabulka zahrnuje údaje osady Veselíčko 2. díl. |       |       |       |       |       |       |       |      |      |      |      |      |      |      |

## Znak
Znak je tvořen červeným štítem. V horní polovině štítu je stříbrná kráčející lvice, která stojí na dvou menších štítech. Lvice odkazuje na rod Markvarticů. Levý štít polcený stříbrně a černě odkazuje na pány z Michalovic a pravý štít polcený zlatě a černě odkazuje na rod Vartenberků. 
Oba menší štíty také odkazují na dvě města, mezi kterými obec leží. Levý na Benešov nad Ploučnicí a pravý na Českou Kamenici.

## Doprava
Podél severního okraje vesnice vede silnice I/13. V jižní části vsi stojí železniční zastávka Markvartice na trati Děčín–Rumburk.

## Pamětihodnosti
- Na jižním okraji vesnice se dochovala renesanční markvartická tvrz postavená roku 1568 pány ze Schönfeldu.[8]
- Kostel svatého Martina
- Kaple Panny Marie Prostřednice všech milostí a sv. Kryštofa

## Partnerské obce
- Jelšovce, Slovensko

## Galerie

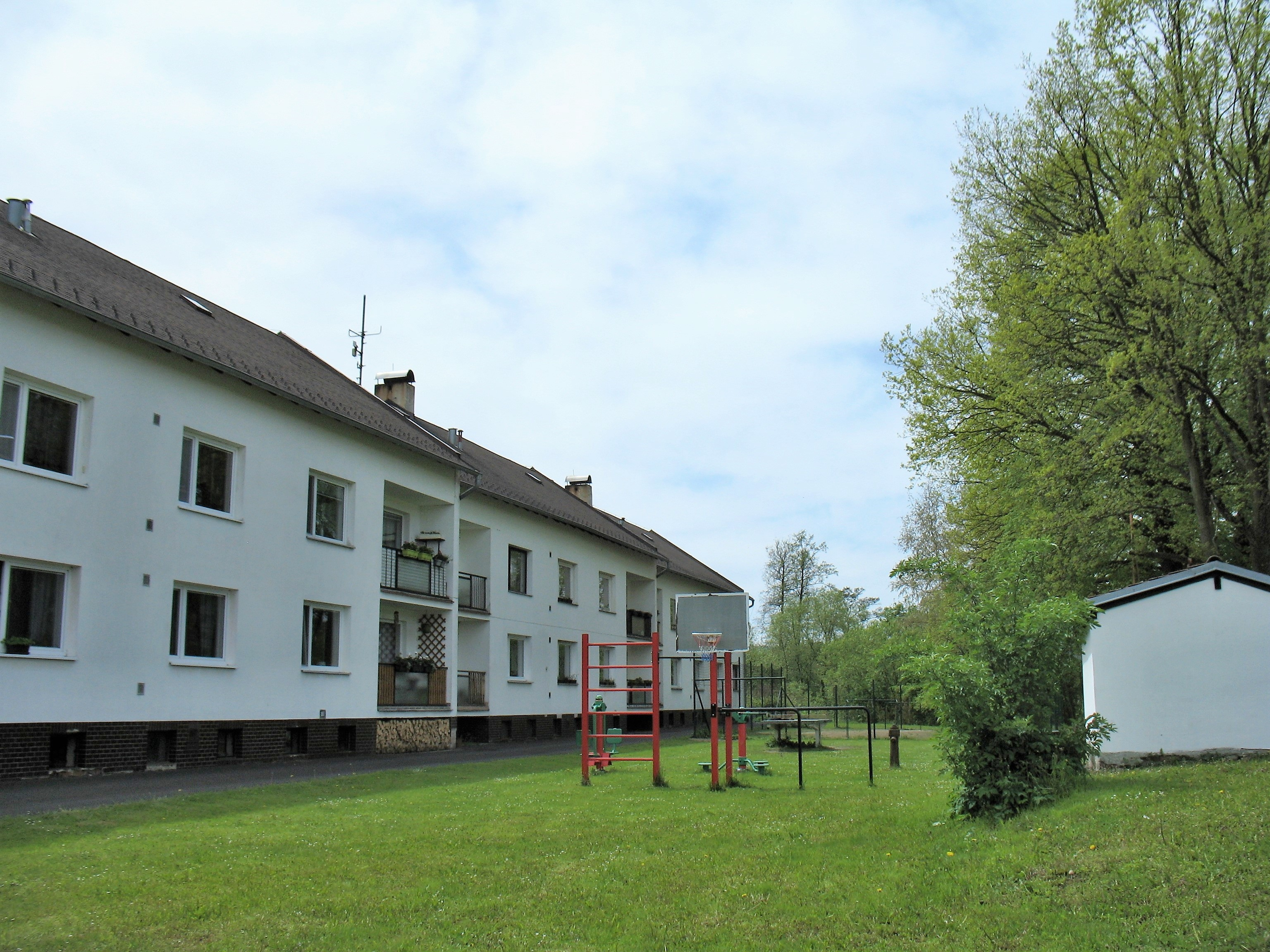
Bytovky v dolní části obce
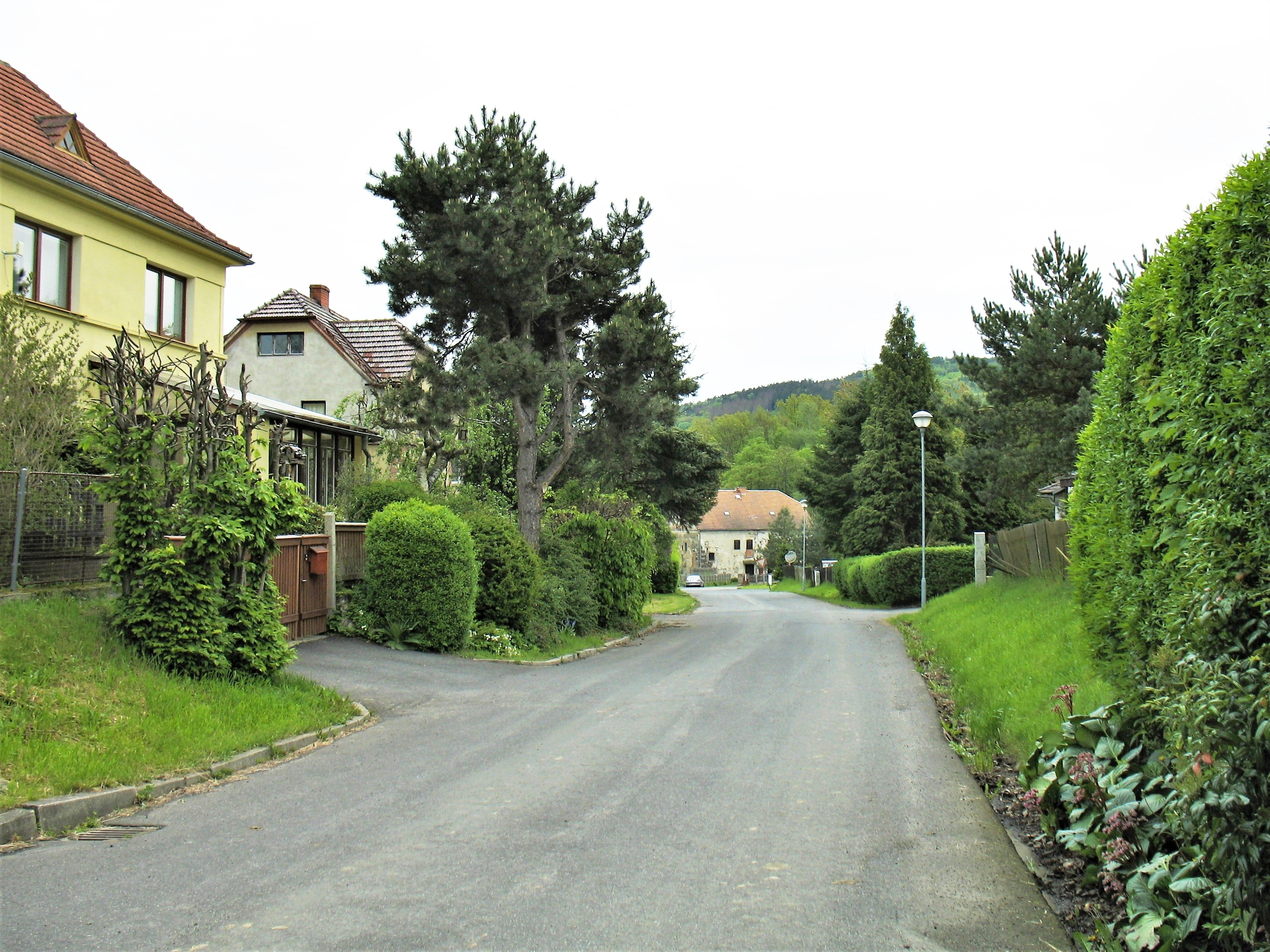
Cesta od nádraží k tvrzi
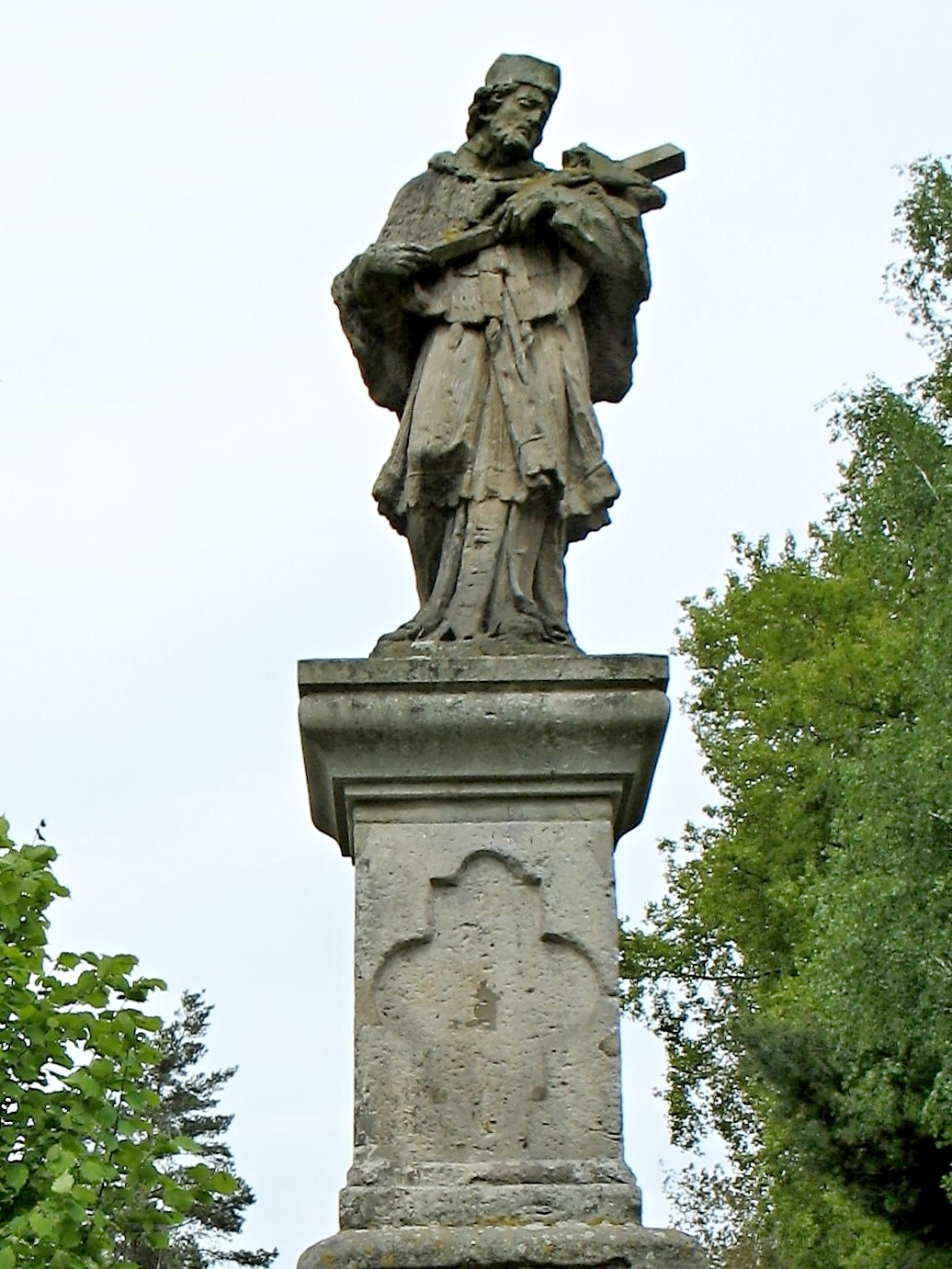
Socha sv. Jana Nepomuckého
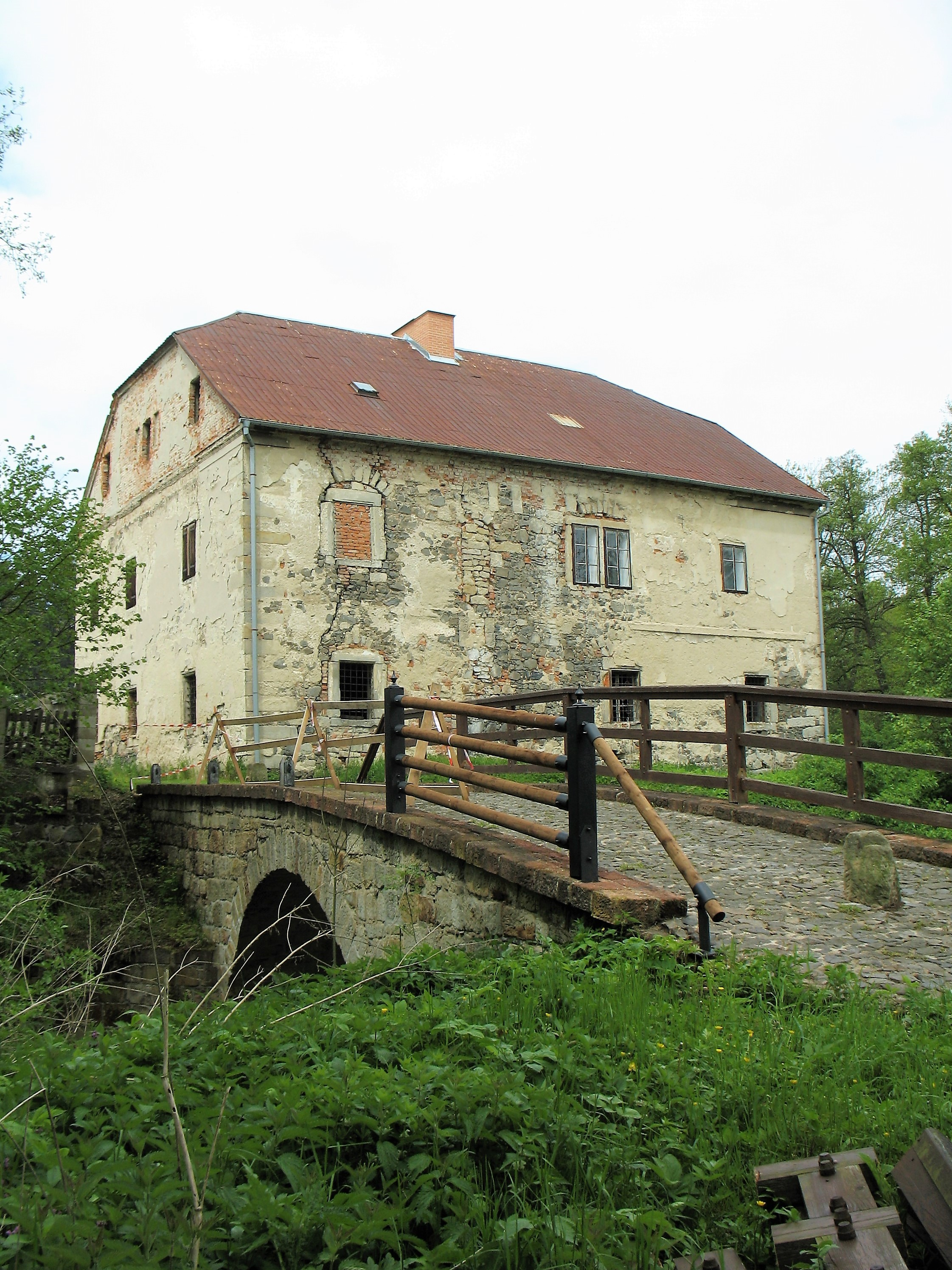
Tvrz Červený dvůr a kamenný most
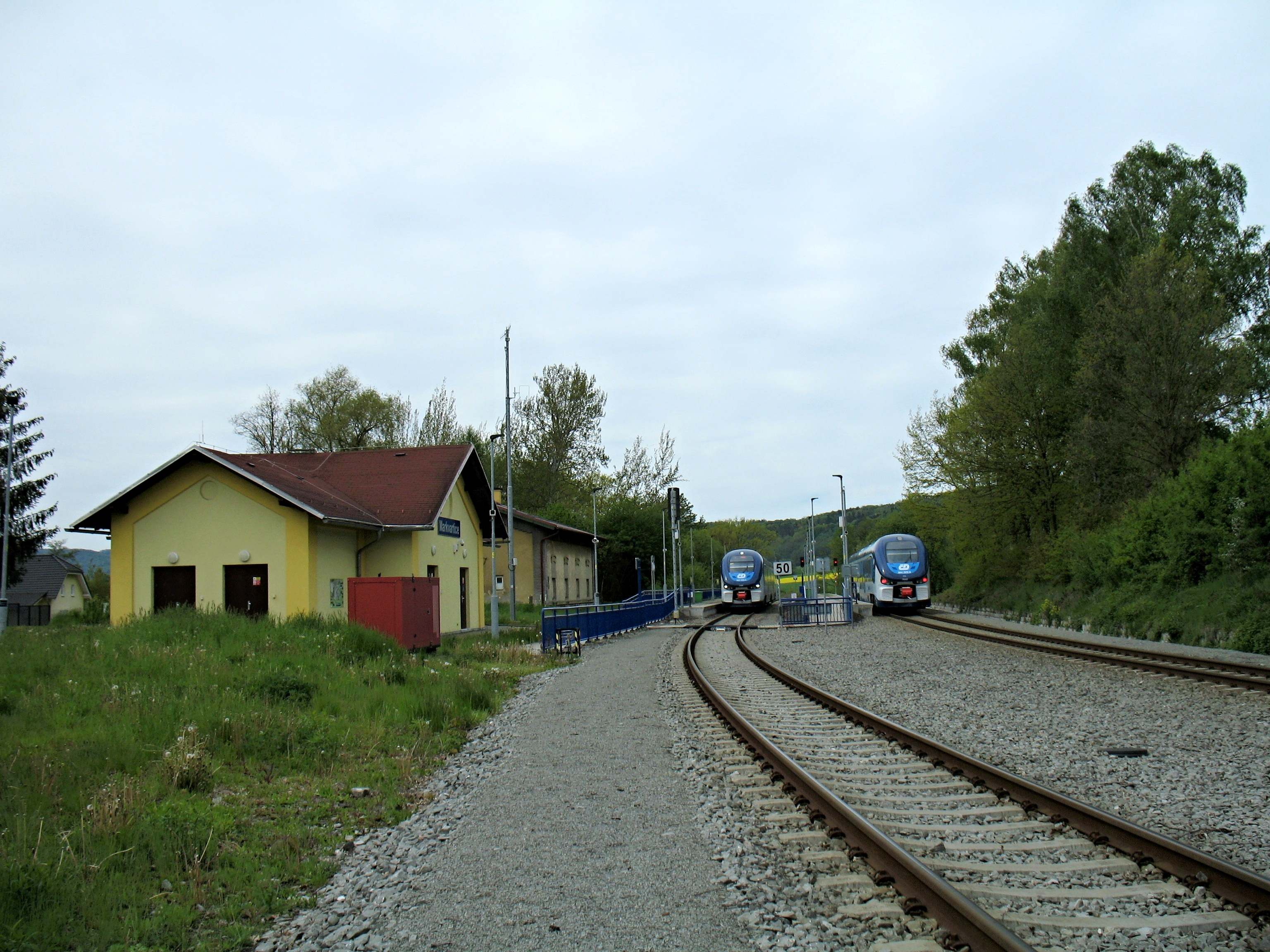
Nádraží Markvartice
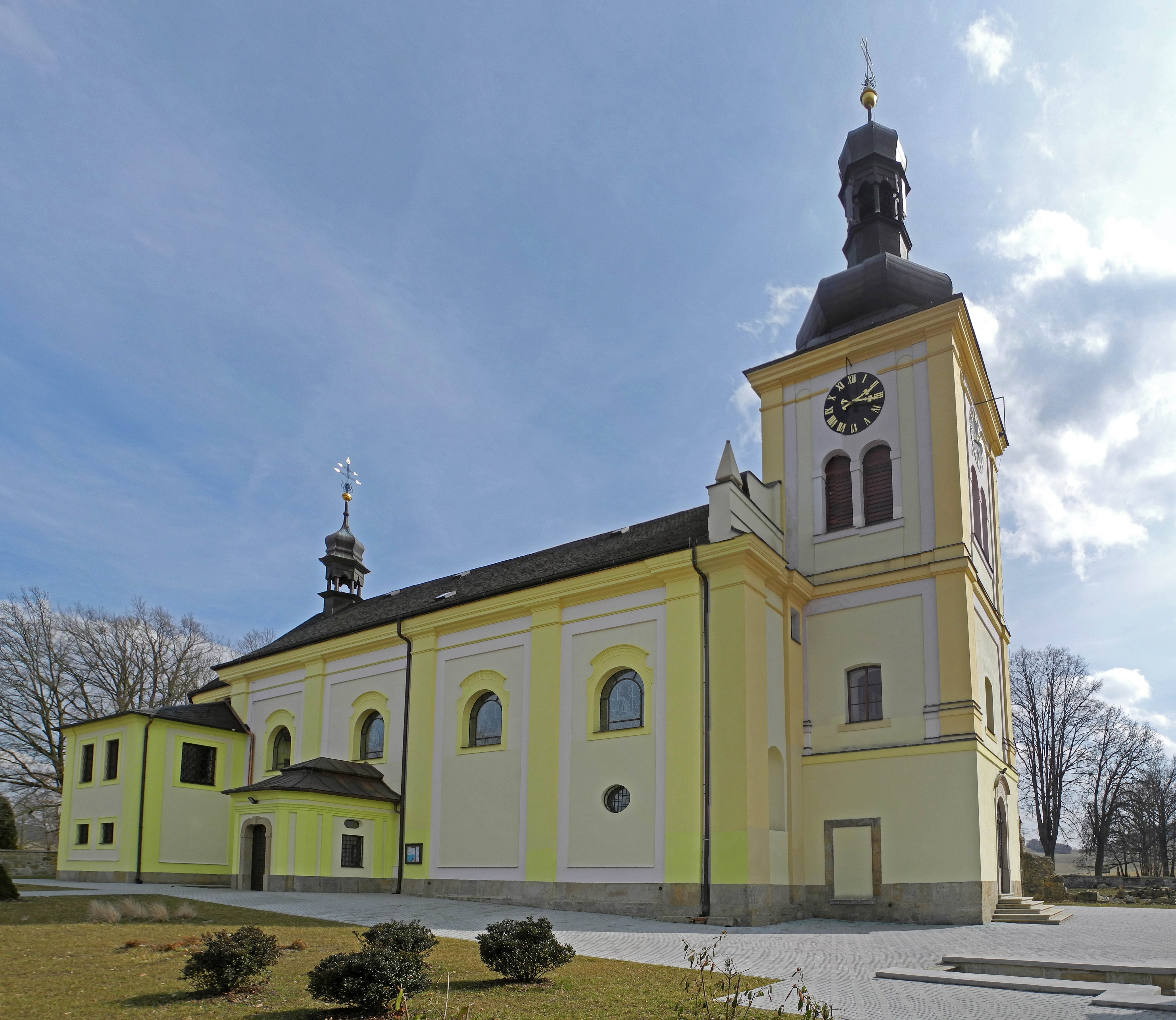
Kostel sv. Martina